# Neuville-en-Verdunois
Neuville-en-Verdunois ist eine französische Gemeinde mit 49 Einwohnern (Stand 1. Januar 2022) im Département Meuse in der Region Grand Est (bis 2015 Lothringen). Sie gehört zum Kanton Dieue-sur-Meuse im Arrondissement Commercy.

## Geografie
Die Gemeinde Neuville-en-Verdunois liegt auf halbem Weg zwischen den Städten Bar-le-Duc im Süden und Verdun im Norden auf dem Plateau zwischen den Flüssen Aire im Westen und Maas im Osten.

## Bevölkerungsentwicklung
| Jahr      | 1962 | 1968 | 1975 | 1982 | 1990 | 1999 | 2007 | 2019 |
| Einwohner | 132  | 114  | 102  | 85   | 73   | 66   | 72   | 54   |

## Sehenswürdigkeiten
- Schloss

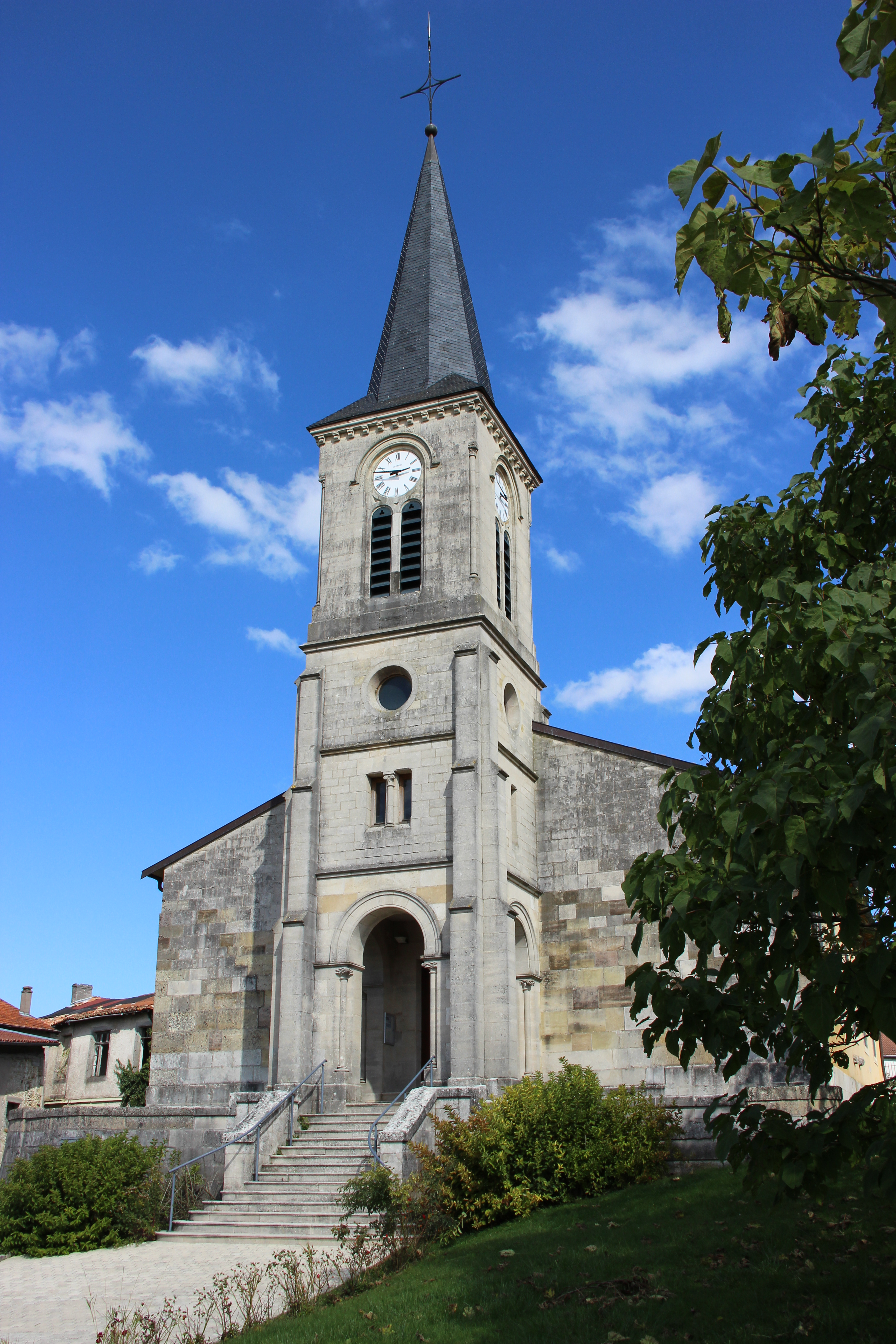
Kirche Saint-André
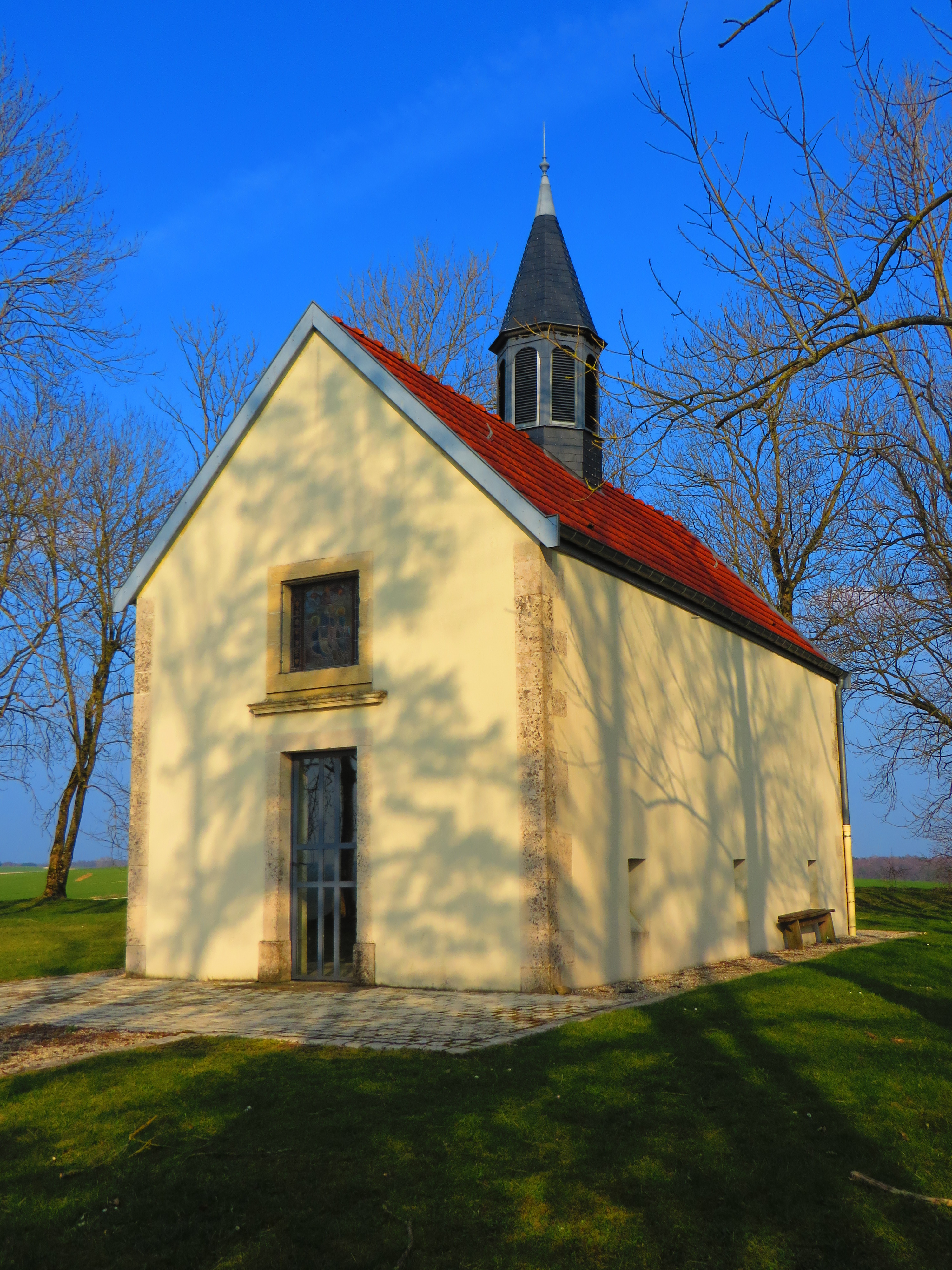
Kapelle Sainte-Anne

- Kirche Saint-André
- Kapelle Sainte-Anne

## Persönlichkeiten
- Madame de Saint-Baslemont (1606–1660), die „christliche Amazone“ des Dreißigjährigen Krieges, residierte hier. Ihr Grabmal befindet sich in der Kirche von Neuville-en-Verdunois.